# Марк Арецин Клемент
Вижте пояснителната страница за други личности с името Марк Арецин Клемент.
Марк Арецин Клемент (на латински: Marcus Arrecinus Clemens) е политик на Римската империя през 1 век.

## Биография
Неговата фамилия е от етруски произход. Баща му Марк Арецин Клемент е преториански префект през 38 г. по времето на Калигула, а майка му се казва Юлия. Брат е на Арецина Тертула, която става първата съпруга на бъдещия император Тит. Вероятно е роднина с император Веспасиан, чиято баба има също когномен Тертула.
Арецин е преториански префект на Рим и командир на преторианската гвардия от 70 до 71 г. по времето на император Веспасиан. През 73 г. e суфектконсул след Домициан. След това от 74 до 82 г. e управител на Тараконска Испания и вероятно за втори път суфектконсул през 85 г. През 86 г. e градски префект на град Рим.